# Lesław Wysocki
Lesław Zygmunt Wysocki (ur. 18 grudnia 1913 w Warszawie, zm. ?) – polski urzędnik państwowy i działacz polityczny, poseł do Krajowej Rady Narodowej i na Sejm Ustawodawczy (1947–1952).

## Życiorys
Ukończył gimnazjum im. Adama Mickiewicza w Warszawie oraz Szkołę Główną Handlową, kształcił się również w Szkole Nauk Politycznych. W 1936 podjął pracę w Starostwie Grodzkim Warszawa-Śródmieście. W czasie II wojny światowej zatrudniony w Zarządzie Miejskim, pracę w jego strukturach kontynuował również po 1945. Od 1945 do 1947 poseł do Krajowej Rady Narodowej, a w latach 1947–1952 do Sejmu Ustawodawczego z okręgu Płońsk (zasiadał w Komisjach: Administracji i Bezpieczeństwa, Organizacyjno-Samorządowej i Skarbowo-Budżetowej).
W 1947 został na krótko wybrany wiceprzewodniczącym Wojewódzkiej Rady Narodowej. Pod koniec lat 40. zatrudniony w aparacie partyjnym, a w latach 50. w spółdzielczości. W latach 1958–1964 był radnym Stołecznej Rady Narodowej. W latach 80. przewodniczył pracom Klubu Emerytowanych Pracowników SD. Wszedł w skład Honorowego Komitetu Obchodów 50-lecia Klubów Demokratycznych i Stronnictwa Demokratycznego w 1987.
Odznaczony m.in. Orderem Sztandaru Pracy II klasy, Krzyżem Kawalerskim Orderu Odrodzenia Polski oraz Złotym Krzyżem Zasługi.